# رايموندو غارسيا
رايموندو غارسيا (بالإسبانية: Raimundo García)‏ هو لاعب شطرنج أرجنتيني، ولد في 27 مايو 1936 في بوينس آيرس في الأرجنتين.

## وصلات خارجية
- رايموندو غارسيا على موقع الاتحاد الدولي للشطرنج (الإنجليزية)
- رايموندو غارسيا على موقع مباريات الشطرنج (الإنجليزية)
- رايموندو غارسيا على موقع 365Chess.com (الإنجليزية)
- رايموندو غارسيا على موقع Chesstempo.com (الإنجليزية)
- رايموندو غارسيا سجل أولمبياد الشطرنج على موقع OlimpBase.org (الإنجليزية)